# موريس روبرتس (لاعب هوكي جليد)
موريس روبرتس (بالإنجليزية: Maurice Roberts)‏ هو لاعب هوكي جليد أمريكي، ولد في 13 ديسمبر 1905 في واتربوري في الولايات المتحدة، وتوفي في 7 فبراير 1975.

## وصلات خارجية
- موريس روبرتس على موقع دوري الهوكي الوطني (الإنجليزية)
- موريس روبرتس على موقع EliteProspects.com (الإنجليزية)
- موريس روبرتس على موقع HockeyDB.com (الإنجليزية)
- موريس روبرتس على موقع Hockey-Reference.com (الإنجليزية)